# Boimka
Boimka (Oreochloa Link) – rodzaj roślin należący do rodziny wiechlinowatych. Należą do niego cztery gatunki, wszystkie występujące w Europie. We florze Polski występuje tylko jeden gatunek – boimka dwurzędowa O. disticha, która jest także gatunkiem typowym rodzaju.

## Systematyka
Pozycja systematyczna według APweb (aktualizowany system APG IV z 2016)
Rodzaj należący do rodziny wiechlinowatych (Poaceae), rzędu wiechlinowców (Poales). W obrębie rodziny należy do podrodziny wiechlinowych (Pooideae), plemienia Poeae, podplemienia Torreyochloinae.
Pozycja w systemie Reveala (1994–1999)
Gromada okrytonasienne (Magnoliophyta Cronquist), podgromada Magnoliophytina Frohne & U. Jensen ex Reveal, klasa jednoliścienne (Liliopsida Brongn.), podklasa komelinowe (Commelinidae Takht.), nadrząd Juncanae Takht., rząd wiechlinowce (Poales Small), rodzina wiechlinowate (Poaceae (R. Br.) Barnh.), rodzaj boimka (Oreochloa L.).
Wykaz gatunków
- Oreochloa confusa (Coincy) Rouy
- Oreochloa disticha (Wulfen) Link – boimka dwurzędowa
- Oreochloa elegans (Sennen) A.W.Hill
- Oreochloa seslerioides (All.) K.Richt.